# Barrage de la Bultière
Le barrage de la Bultière est un barrage construit en 1995, situé à Chavagnes-en-Paillers, dans le département de la Vendée sur le cours de la Grande Maine. Son bassin versant a une superficie de 154 km2. Il approvisionne une usine d'eau potable d'une capacité de 22 000 m3/jour.
Il est principalement destiné à assurer l'autonomie en eau potable des communes de Montaigu, Saint-Fulgent et Les Herbiers.
Un sentier de 15 km a été aménagé autour du lac de retenue.

## Qualité des eaux du réservoir
Le 31 janvier 2008, la Cour de justice des Communautés européennes a condamné la France pour la violation des règles de qualité de l'eau potable dans la Vendée, la Charente-Maritime et les Deux-Sèvres. La Bultière a dépassé le taux légal pendant 146 jours en 2006. Cette situation est due à une forte pression agricole sur le bassin versant.
Les échanges via un réseau de canalisations avec d'autres sites de production d'eau potable de la région vont être renforcés pour diluer les eaux du réservoir.
La communauté de communes du Pays-des-Herbiers a réalisé un film (C°2008 Multi.Média.Vidéo.) de sensibilisation sur les moyens de reconquérir la qualité de l'eau sur le bassin versant de la Bultière à la suite d'un voyage d'étude à Pontivy (Morbihan) où des actions positives ont été menées.